# Aloe ramosissima
Aloe ramosissima är en grästrädsväxtart som beskrevs av Neville Stuart Pillans. Aloe ramosissima ingår i släktet Aloe och familjen grästrädsväxter. Inga underarter finns listade i Catalogue of Life.

## Bildgalleri

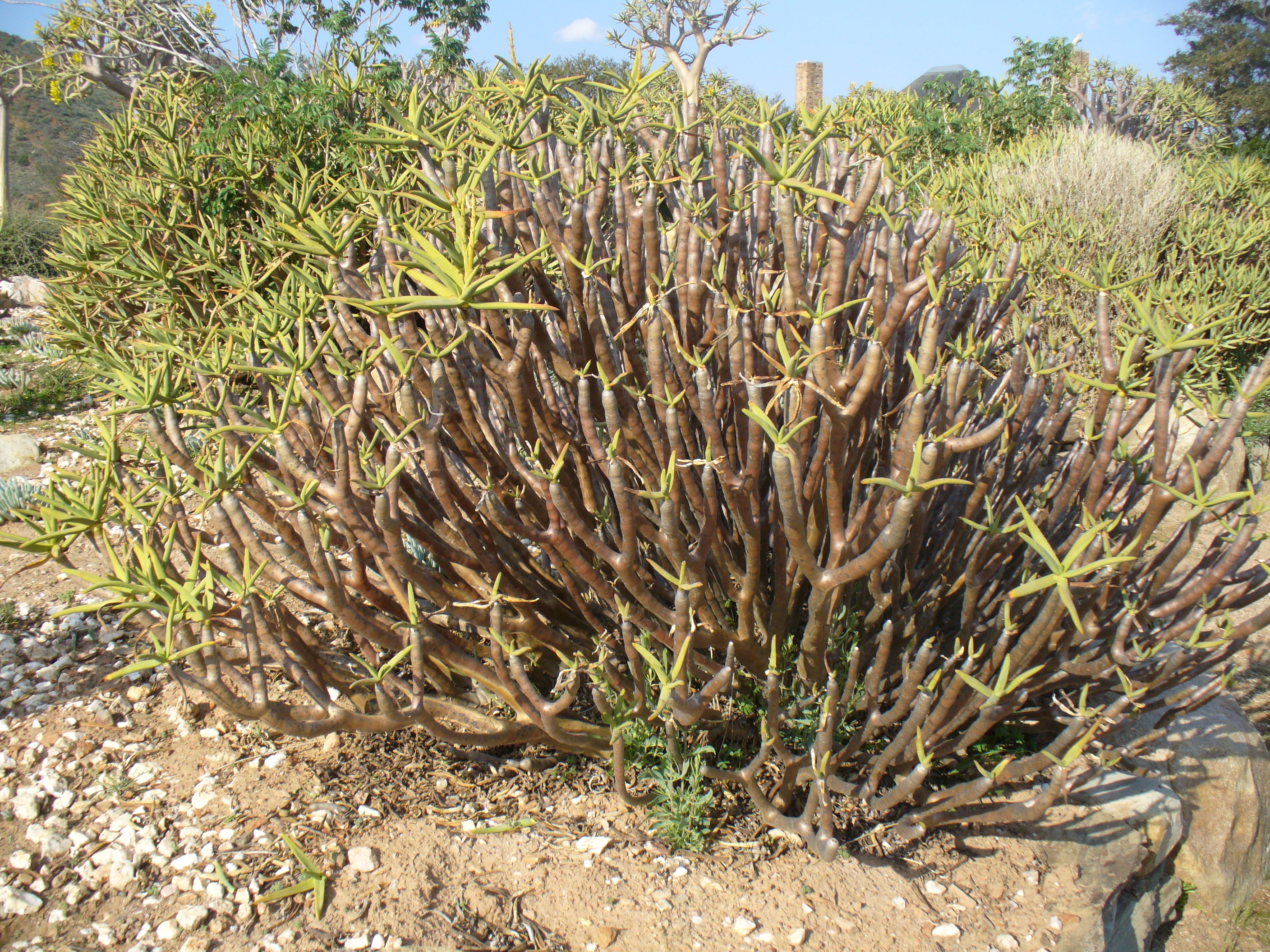
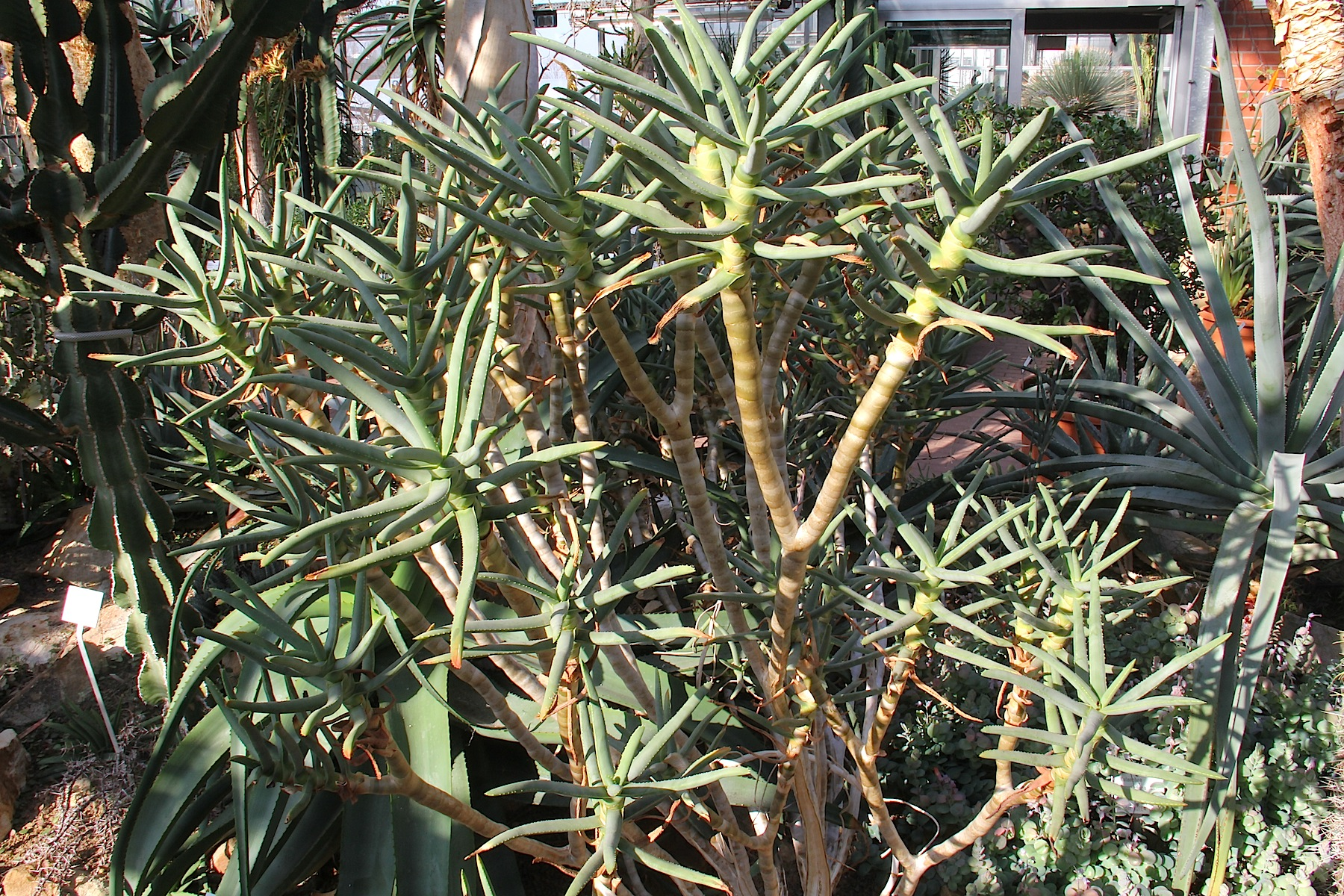
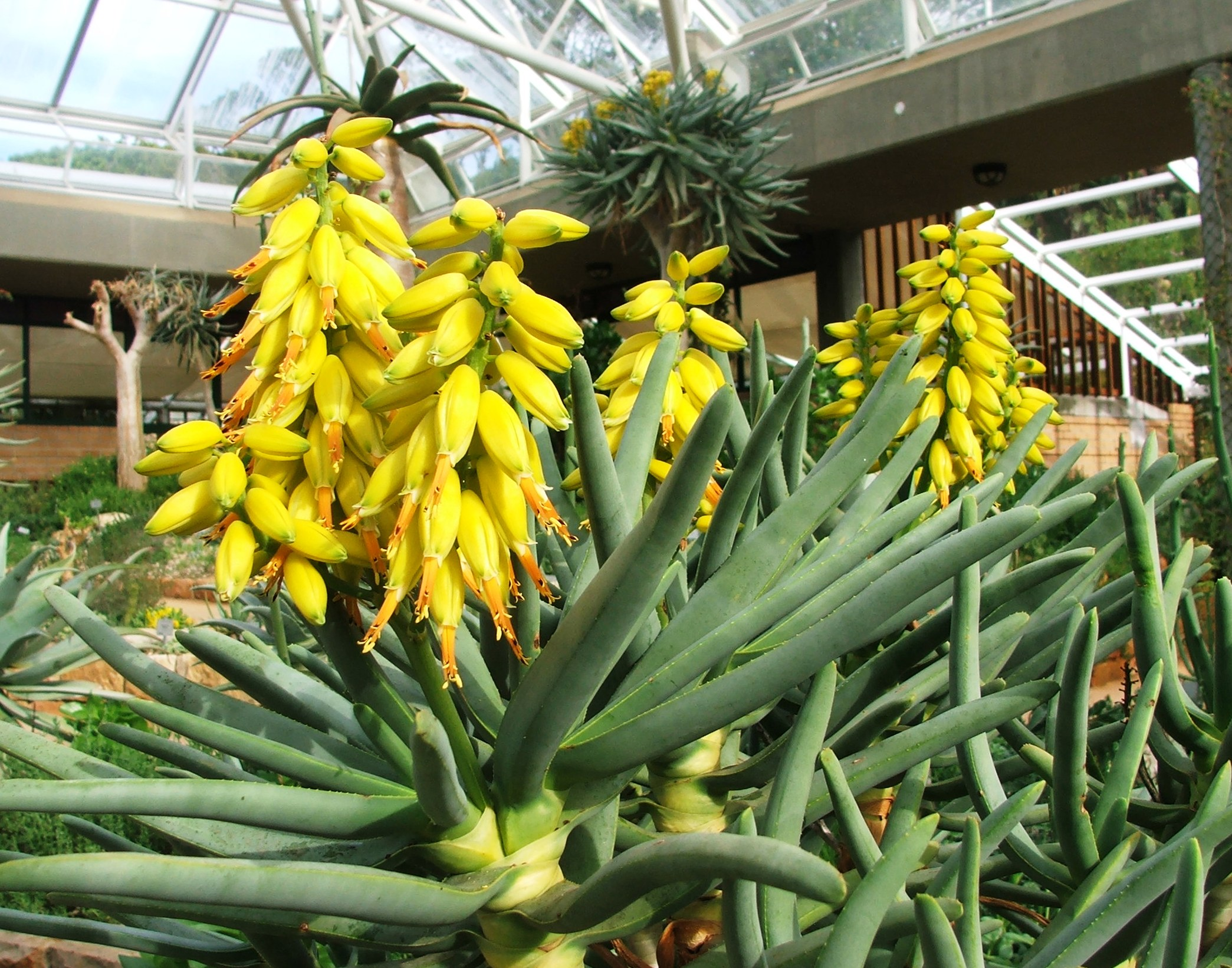
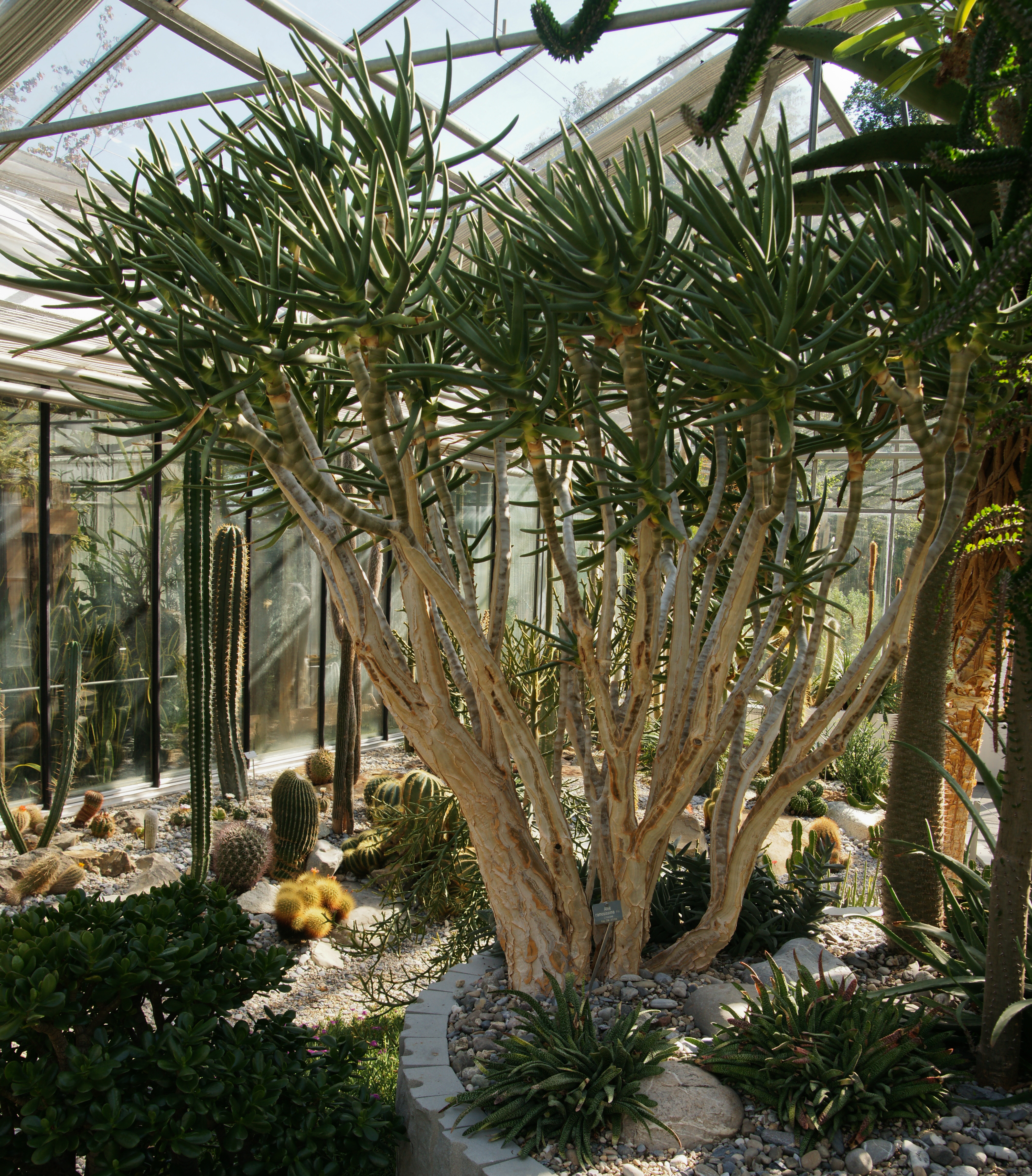
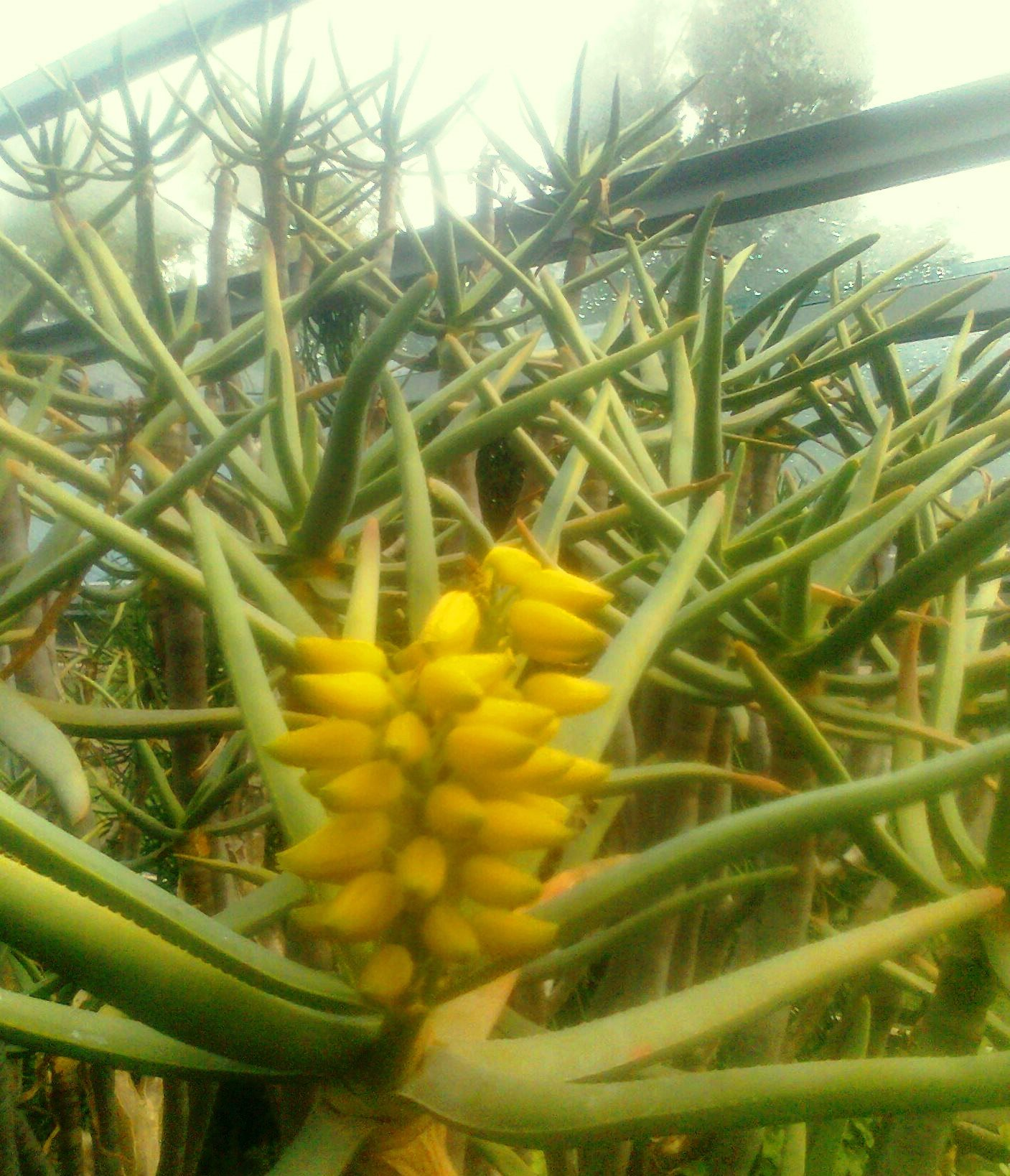
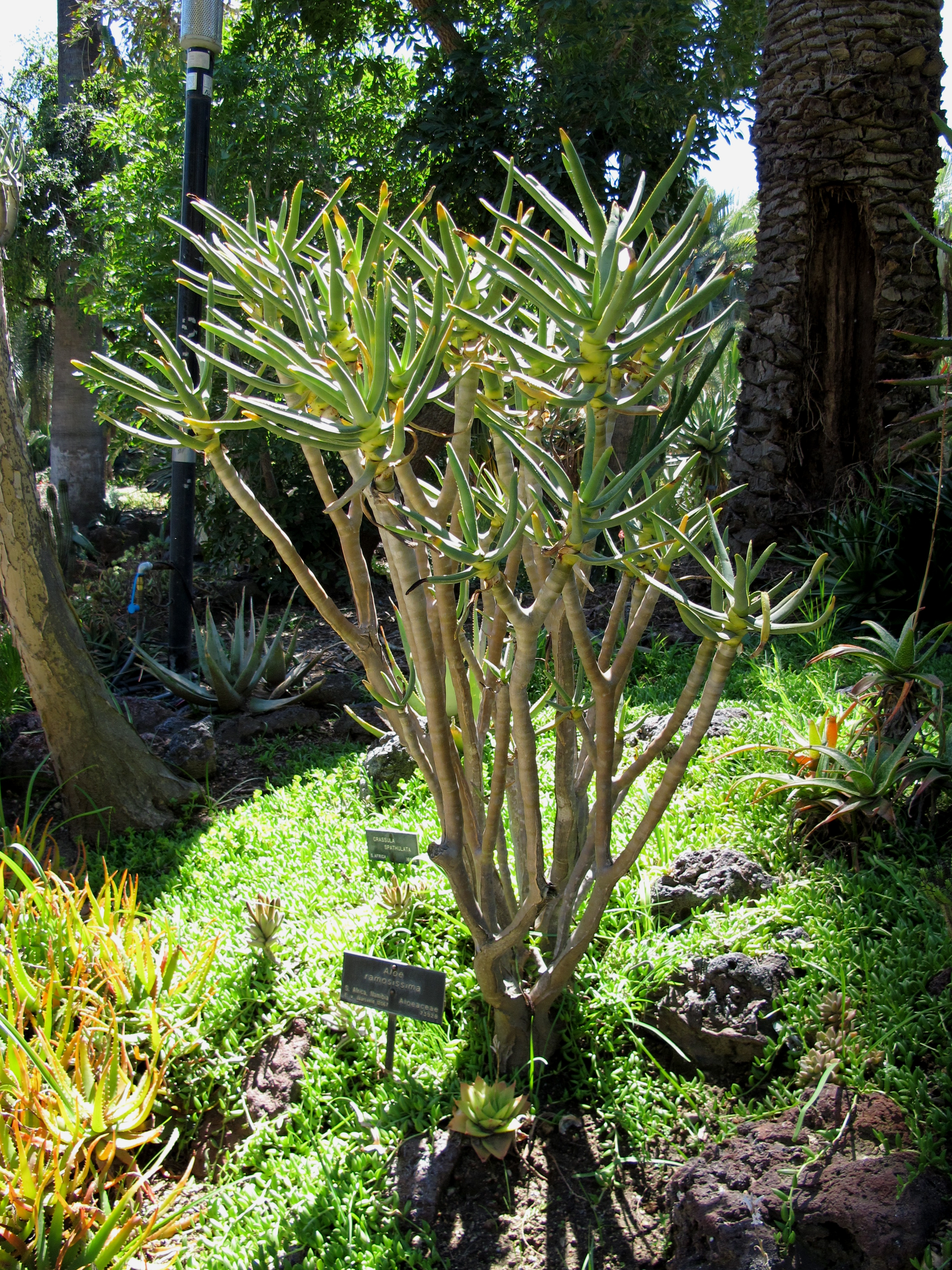